# Marschiermitteltor

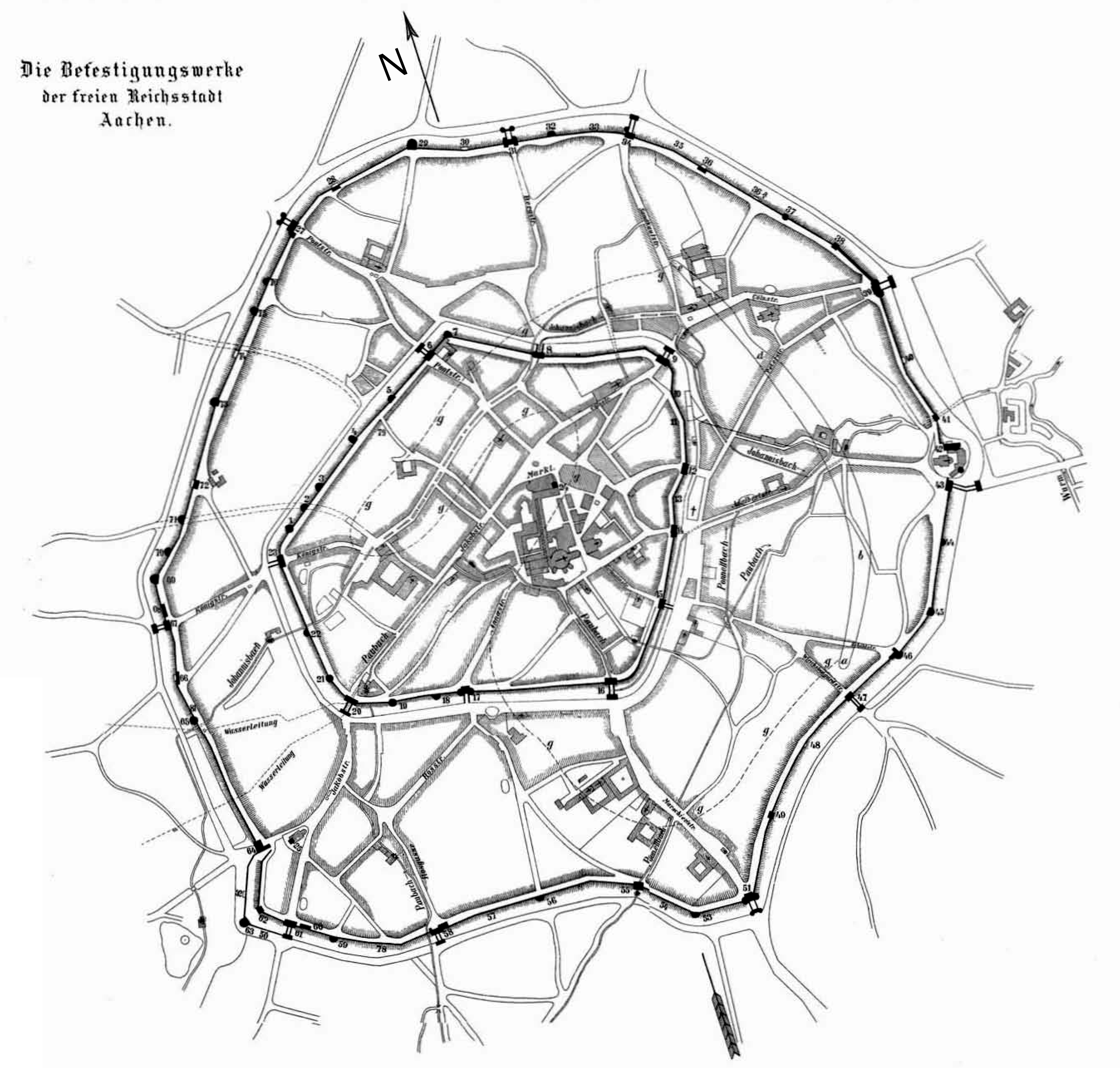
Overzicht van de vestingwerken in Aken. Nummer 16 is de Marschiermitteltor.

De Marschiermitteltor of Burtscheider Mitteltor was een stadspoort en maakte deel uit van de tussen 1171 en 1175 gebouwde binnenste stadsmuren van de Duitse stad Aken. De stadspoort bestaat niet meer.

## Locatie
In de binnenste ringmuur stond de Marschiermitteltor in het zuiden tussen de Harduinstor (in het noordoosten) en de Scherptor (in het noordwesten). Ze bevond zich ter plaatse van wat nu de Kleinmarschierstraße heet, ter hoogte van de Elisabethstraße. De Marschiermitteltor had later als equivalent in de buitenste stadsmuren de Marschiertor. De beide poorten waren vroeger met elkaar via een straat verbonden, die thans de namen Kleinmarschierstraße en Franzstraße draagt.
De locatie van de Marschiermitteltor is overeenkomstig met de verlegging van de Heppionstores (Porta praetoria), die voor het jaar 1171 bestaan moet hebben.
De in de nabijheid van de Marschiermitteltor gelegen Marschierstraße werd door de beek Pau opgedeeld en werd daar gebruikt om de stadsgracht met water te vullen.
De Marschiermitteltor (in het zuiden) was een van de hoofdpoorten van de binnenste stadsmuren, samen met de Pontmitteltor in het noorden, de Kölnmitteltor in het oosten en de Jakobsmitteltor in het westen.

## Geschiedenis
De poort was onderdeel van de binnenste stadsmuren die op instigatie van Frederik I van Hohenstaufen tussen 1171 en 1175 gebouwd zijn. De poort zelf werd voor het eerst in 1215 genoemd.
De naam van de poort was oorspronkelijk Marschiertor, maar omdat er in het verlengde van de Marschierstraße (tegenwoordig Franzstraße) een tweede poort werd gebouwd kreeg die de naam Marschiertor. Om verwarring te voorkomen werden veel poorten van de binnenste stadsmuur de toevoeging "mittel" gegeven.
In de late 16e eeuw werd de stadspoort gesloopt.